# Hiroaki Morishima
Hiroaki Morishima (født 30. april 1972) er en japansk fodboldspiller.

## Japans fodboldlandshold
| Japans landshold | Japans landshold | Japans landshold |
| År               | Kmp              | Mål              |
| ---------------- | ---------------- | ---------------- |
| 1995             | 9                | 0                |
| 1996             | 11               | 2                |
| 1997             | 14               | 5                |
| 1998             | 3                | 0                |
| 1999             | 0                | 0                |
| 2000             | 10               | 3                |
| 2001             | 9                | 1                |
| 2002             | 8                | 1                |
| Total            | 64               | 12               |